# 沃布洛 (密蘇里州)
沃布洛（英語：Weaubleau）是位於美國密蘇里州希科里縣的城市。

## 人口
根據2020年美國人口普查的數據，沃布洛的面積為2.26平方千米，當中陸地面積為2.24平方千米，而水域面積為0.02平方千米。當地共有人口378人，而人口密度為每平方千米167人。